# 上海ブルース
『上海ブルース』（シャンハイブルース、原題：上海之夜）は、1984年の香港映画。ツイ・ハーク監督、ケニー・ビー、シルヴィア・チャン、サリー・イップ出演。香港国際映画祭において、1984年のトップ10チャイニーズ映画のひとつに選ばれた。

## ストーリー
1937年の上海、フランス租界内にあるナイトクラブで叔父と一緒にピエロとして働いていたドレミは、日本軍が攻め込むのも時間の問題だと知り、兵士になると叔父に言って2人で店を辞める。そして夜中の暗闇の中、日本軍が攻め込んできた時、避難するため走っていたドレミはある女性と知り合う。2人は橋の下に逃げ込み、ドレミが兵士になると女性に話して戦争が終わったら橋の下で再会することを約束し、互いの顔も分からないまま避難してきた人々の群れに2人は引き離される。
それから10年後の1947年、上海で叔父と楽器隊をしていたドレミは、列車から降りてきた女性が10年前に約束した人物だと思い、後を追うとスリに遭った彼女を見つけその金を取り返すが、そのことに気づかない彼女は人力車に乗ってどこかへ行ってしまう。一方、クラブでパフォーマーとして働くシュウという女性も、どこの誰かも分からない男性を探し続けていた。シュウは、クラブでライバルのデカパイという渾名が付けられた女性とけんかになり、帰宅中にデカパイのヒモから脅される。その後シュウが川のそばで佇んでいると、昼間にドレミが追っかけていた女性が現れ自殺を考えていると勘違いしてシュウを止めようとする。だが女性はシュウを川に突き落としてしまい、女性が彼女を引き上げた後シュウのアパートに向かうことになった。アパートでは、ドレミが部屋に引っ越すために大きな荷物を抱えて階段を上がっていた。その後ドレミとシュウの間で一悶着あったが、何とか朝を迎える。そしてドレミが洗濯物を干しているとシュウが連れてきた女性と鉢合わせし、彼女は「踏み台」と自己紹介する。踏み台が約束の女性だと思ったドレミは、彼女に10年前の出来事を話すが見に覚えがない様子を見て人違いだと気づく。しかし踏み台は、そんなドレミに一目惚れして彼を運命の人だと思い始める。

## キャスト
| 役名           | 俳優               | 日本語吹替 |
| -------------- | ------------------ | ---------- |
| ドレミ         | ケニー・ビー       | 江原正士   |
| シュウ         | シルヴィア・チャン | 高島雅羅   |
| 踏み台         | サリー・イップ     | 羽村京子   |
| 禿げた金持ち   | ファン・ジン・マン | 塚田正昭   |
| マー           | ファン・ハクオン   | 峰恵研     |
| チキン・ファン | ロレッタ・リー     |            |
| ユー会長       | ウォン・マン       | 片岡富枝   |
| 叔父さん       | ティン・チン       | 藤本譲     |
| ビッグボス     | ラン・コン         | 秋元羊介   |
| マネージャー   | ウー・フォン       | 池田勝     |

- 日本語吹替：VHS版（DVD未収録）

## スタッフ
- 監督・製作：ツイ・ハーク
- 脚本：ジョン・チャン、トー・コク・ワイ
- 撮影監督：ンゴー・チクァン
- 音楽：ジェームズ・ウォン
- 日本語字幕：進藤光太